# Букмекерская вилка
Букмекерская вилка (арбитражная ситуация, англ. arbitrage, англ. surebet) — это возможность сделать ставки на все возможные результаты состязания в разных букмекерских конторах и получить прибыль независимо от исхода состязания. Размер прибыли находится в пределах единиц процентов от суммы ставок или менее. Хотя теоретически вероятность получения прибыли 100 %, в реальности возможен убыток из-за неодновременности, отмены ставок, разницы в правилах.
Подобная стратегия возможна при разнице в коэффициентах одного и того же события у различных букмекеров. Букмекерские вилки чаще могут возникнуть в режиме ставок во время игры (Live Betting), например, во время баскетбольных матчей.
Букмекерская вилка сходна с пространственным арбитражем на финансовом рынке, когда в разных местах или на разных биржах на один и тот же товар имеются разные цены, которые позволяют купив контракт в одном месте тут же перепродать его в другом месте с некоторой прибылью.
Большинство букмекерских контор, как правило, ограничивают игроков, которые специализируются на вилках, поскольку участие в пари таких игроков для конторы в долгосрочной перспективе невыгодно.  Ограничение может выражаться в снижении максимальной суммы ставки, увеличении времени подтверждения пари или полной блокировки счёта игрока.

## Пример
Рассмотрим случай с двумя возможными исходами (например, теннисный матч — «победа 1» или «победа 2»). У двух разных букмекерских контор имеются свои разные коэффициенты на исход матча.
|                                 | Букмекер 1                               | Букмекер 2                                 |
| ------------------------------- | ---------------------------------------- | ------------------------------------------ |
| Победа 1                        | 1.25                                     | 1.43                                       |
| Победа 2                        | 3.9                                      | 2.85                                       |
| Сумма инверсии всех результатов | {\displaystyle 1.25^{-1}+3.9^{-1}=1.056} | {\displaystyle 1.43^{-1}+2.85^{-1}=1.0502} |
| Ожидаемый доход                 | 5,6 %                                    | 5,02 %                                     |

Для каждого букмекера сумма инверсии всех результатов исхода всегда будет больше чем 1.
Идея состоит в том, чтобы найти разногласия в различных букмекерских коэффициентах, чтобы сумма инверсии всех результатов была ниже 1. Это несоответствие можно использовать для получения прибыли. В данном примере, если поставить у Букмекера 1 на событие «Победа 2» 100 рублей, а у Букмекера 2 на событие «Победа 1» 272,72 рублей, то итоговый результат в любом случае будет положительным: 1,43 × 272,72 — (100 + 272,72) = 17.27 или 3,9 × 100 — (100 + 272,72)= 17.25 рублей или 17.25 / (100 + 272,72) * 100 % = 4,63 % от вложенных средств.
Разница в правилах букмекеров может сказаться в этом примере, если один из игроков снимется с матча не доиграв. В этой ситуации возможен или возврат денег или расчёт игры как поражение снявшегося. У разных букмекеров разные правила расчёта в этом случае (всегда возврат; всегда поражение снявшегося; возврат, если не сыгран первый сет; возврат, если не сыграно 2 сета). Соответственно, возможны потери, если букмекер, у которого была сделана ставка на снявшегося игрока, засчитает поражение, а другой букмекер вернёт ставку.